# Pokémon the Series: Sun & Moon: Ultra Adventures
Pokémon Sun & Moon: Ultra Adventures (anunciado como Pokémon the Series: Sun & Moon: Ultra Adventures), é a vigésima primeira temporada do anime Pokémon, e a segunda temporada de Pokémon the Series: Sun & Moon, originalmente conhecida no Japão como Pocket Monsters: Sun & Moon (ポケットモンスター サン＆ムーン, Poketto Monsutā San ando Mūn). Esta temporada segue as continuações das aventuras de Ash e seus colegas de classe na escola Pokémon na região de Alola.
A temporada estreou no Japão em 5 de outubro de 2017 na TV Tokyo. A temporada estreou nos Estados Unidos em 24 de março de 2018 no Disney XD.
A abertura japonês é "Alola!!" (アローラ!!, Arōra!!) por Rica Matsumoto e Ikue Otani. O encerramento japonês é "Pose" (ポーズ, Pōzu) por Taiiku Okazaki. A segunda abertura japonês é "Future Connection" (未来コネクション, Mirai Konekushon) por banda japonês, ReaL e o terceiro tema é Sua aventura (キミの冒険, Kimi no bōken?) por Taiiku Okazaki para os episódios 91 e 92. O segundo encerramento japonês é "Pirralho, Pirralhete" (ジャリボーイ・ジャリガール, Jari-boy, Jari-girl), linguajar usado pela Equipe Rocket, novamente por Taiiku Okazaki. A abertura americana é “Under the Alolan Moon” composta por Ed Goldfarb, apresentando Haven Paschall e Ben Dixon. A abertura brasileira é "Sob a Lua de Alola" composta por Jill Viegas.
No Brasil, Pokémon, A Série Sol e Lua: Ultra Aventuras foi exibido no dia 4 de junho de 2018 no Cartoon Network com base no canal fechado da TV Pokémon nas exibições de todas as sextas-feiras.
Em Portugal, Pokémon, A Série Sol e Lua: Ultra-Aventuras foi exibido em 23 de dezembro de 2018 no Biggs.

## Episódios
| Episódios | Episódios | Título em Português Título Original | Na transmissão | Na transmissão             |
| #         | #         | Título em Português Título Original | Japão          | Brasil                     |
| --------- | --------- | --- | -------------- | -------------------------- |
| 994       | SM–044    | "Um Encontro dos Sonhos! Satoshi e Hoshigumo! Encontro misterioso!!" "Satoshi to Hoshigumo! Fushigina deai!! (サトシとほしぐも！不思議な出会い！！)"                                                     | 5/10/2017      | 4/06/2018 Cartoon Network  |
| 995       | SM–045    | "Cadê? Sumiu! Hoshigumo em pânico! Teletransporte repentino!!" "Hoshigumo panikku! Terepōto wa totsuzen ni!! (ほしぐもパニック！テレポートは突然に！！)"                                                 | 12/10/2017     | 5/06/2018 Cartoon Network  |
| 996       | SM–046    | "As Aparências Enganam! Andando, em busca do Metamon transformado!" "Henshin Metamon, sagasu n da mon! (変身メタモン、探すんだモン！)"                                                                   | 19/10/2017     | 6/06/2018 Cartoon Network  |
| 997       | SM–047    | "Um Alerta Mascarado! Gladion e Silvally! A máscara do castigo!!" "Gurajio to Silvady! Imashime no kamen!! (グラジオとシルヴァディ！戒めの仮面！！)"                                                     | 26/10/2017     | 7/06/2018 Cartoon Network  |
| 998       | SM–048    | "A Noite das Mil Poses! Poses com toda força na festa dos pijamas!" "Zenryoku pōzu de otomari-kai! (ゼンリョクポーズでお泊まり会！)"                                                                     | 2/11/2017      | 11/06/2018 Cartoon Network |
| 999       | SM–049    | "Missão: Lembranças! Lillie e Silvally, recuperando a memória!" "Rīrie to Shiruvadi, yomigaeru kioku! (リーリエとシルヴァディ、よみがえる記憶！)"                                                        | 9/11/2017      | 12/06/2018 Cartoon Network |
| 1000      | SM–50     | "A Vingança de Fábio! O contra-ataque de Sauboh! O sequestro de Hoshigumo!!" "Zaobō no gyakushū! Sarawa reta Hoshigumo!! (ザオボーの逆襲！さらわれたほしぐも！！)"                                       | 16/11/2017     | 13/06/2018 Cartoon Network |
| 1001      | SM–51     | "Determinação em Família! Lillie Empenhada! Um Ato de Fuga Determinado!" "GanbaRirie! Ketsui no iede! (がんばリーリエ！決意の家出！)"                                                                    | 23/11/2017     | 14/06/2018 Cartoon Network |
| 1002      | SM–52     | "Revelando a Lenda! Altar do Sol! Solgaleo desce!!" "Nichirin no saidan! Solgaleo kōrin!! (日輪の祭壇！ソルガレオ降臨！！)"                                                                              | 30/11/2017     | 18/06/2018 Cartoon Network |
| 1003      | SM–53     | "Resgatando a Teimosa! Apresse-se! Operação de resgate de Lusamine!!" "Isoge! Lusamine kyūshutsu daisakusen!! (急げ！ルザミーネ救出大作戦！！)"                                                          | 7/12/2017      | 19/06/2018 Cartoon Network |
| 1004      | SM–54     | "Motivos Chocantes Para Batalhar! Brilhe, anel Z! Com 10.000.000 Volts Poderosamente Carregado!" "Kagayake Z-Power Ring! Chō zenryoku no Senman Bolt!! (急げ！ルザミーネ救出大作戦！！)"                 | 14/12/2017     | 20/06/2018 Cartoon Network |
| 1005      | SM–55     | "A Nova Aventura dos Professores! Obrigado, Solgaleo! Nosso Hoshigumo!!" "Arigatō sorugareo! Oretachi no hoshi gumo! ! (ありがとうソルガレオ！俺たちのほしぐも！！)"                                     | 21/12/2017     | 21/06/2018 Cartoon Network |
| 1006      | SM–56     | "O Pokémon Dorminhoco! Um forte dorminhoco: o segredo de Nekkoara" "Neruko wa tsuyoi, nekkoara no himitsu! (寝る子は強い、ネッコアラの秘密！)"                                                           | 28/12/2017     | 25/06/2018 Cartoon Network |
| 1007      | SM–57     | "O Rotom Está Fora de Controle! Rotom, a mudança de forma não pode parar!" "Rotomu, forumuchenji ga tomaranai! (ロトム、フォルムチェンジが止まらない！)"                                                 | 11/01/2018     | 26/06/2018 Cartoon Network |
| 1008      | SM–58     | "Lutando Para Não Chorar! Não chore, Hidoide!" "Nakanaide Hidoide! (泣かないでヒドイデ！)" | 18/01/2018     | 27/06/2018 Cartoon Network |
| 1009      | SM–59     | "Provando o Azedo e o Doce! Mao e Suiren: Memórias Agridoces!" "Mao soshite Suiren : Amai omoide! (マオとスイレン、にがあまメモリーズ！)"                                                                | 25/01/2018     | 28/06/2018 Cartoon Network |
| 1010      | SM–60     | "Com Vantagem na Competição! Lillie está subindo pelo ar! O Torneiro de Salto de PokéTrenó!" "Kūki o tsukinuketeimasu！ Pokeddojanputōnamento！ (リーリエ飛びます！ポケゾリジャンプ大会！！)"            | 1/02/2018      | 30/07/2018 Cartoon Network |
| 1011      | SM–61     | "Uma Missão de Ultra-Urgência! Movam-se! Nossos Ultra Guardiões!" "shuppatsu suru! anata wa watashitachi no urutora gadiandesu! (出発する！あなたは私たちのウルトラガーディアンです！)"                  | 8/02/2018      | 31/07/2018 Cartoon Network |
| 1012      | SM–62     | "Agindo Como Se Espera! O Meowth Escuro é um Alola Meowth?!" "aku no nyasu wa arora nyasu!? (悪のニャースはアローラニャース！？)"                                                                        | 15/02/2018     | 1/08/2018 Cartoon Network  |
| 1013      | SM–63     | "Chegando ao Limite! Queime com Paixão, Litten! Derrote o Incineroar!!" "moeagare nyabby! dato gaogaen!! (燃え上がれニャビー！打倒ガオガエン！！)"                                                       | 22/02/2018     | 2/08/2018 Cartoon Network  |
| 1014      | SM–64     | "Ash e Passimian! O "Touchdown" de Uma Amizade!! Satoshi e Passimian! O Aterrissar de uma Amizade!!" "Satoshi to nagetsukesaru! yujo no tacchidaun ！ ！ (サトシとナゲツケサル！友情のタッチダウン！！)" | 1/03/2018      | Banido                     |
| 1015      | SM–65     | "Chamando a Atenção e Treinando Muito! Ilima e Eevee Fazem Sua Ilimaparição!!" "Irima to ibui ma irima su!! (イリマとイーブイまイリマす！！)"                                                            | 8/03/2018      | 8/08/2018 Cartoon Network  |
| 1016      | SM–66     | "Smashing Com Rascunho! Esmagando Com Esboços! A Feroz Partida de Poké-Ping Pong!!" "Sukecchi de sumasshu! gekito pokepinpon! (スケッチでスマッシュ！激闘ポケピンポン!)"                                 | 15/03/2018     | 24/09/2018 Cartoon Network |
| 1017      | SM–67     | "Amor à Primeira Rodada! O Amante da Luz! O Poipole que Gira e Gira!" "Pikapika dai suki! kurukuru bebenomu!! (ピカピカだいすき！くるくるベベノム!!)"                                                    | 22/03/2018     | 25/09/2018 Cartoon Network |
| 1018      | SM–68     | "Vida Real... Contrata-se! Experiência de Trabalho! Na Corrida do Relógio do Pokémon Center!!" "O shigoto taiken! pokemonsenta 24 ji! (お仕事体験！ポケモンセンター24時!!)"                              | 5/04/2018      | 26/09/2018 Cartoon Network |
| 1019      | SM–69     | "Hora de Acordar, Nave! Brilhe, Espaçonave Celesteela!!!" "Kagayake hoshi fune tekkaguya! (輝け星舟テッカグヤ！)"                                                                                        | 12/04/2018     | 8/10/2018 Cartoon Network  |
| 1020      | SM–70     | "A Jovem Chama Volta a Atacar! Proteja o Rancho!! A Chama Azul Contra-Ataca!!!" "Bokujo o mamore gyakushu no aoki hono!! (牧場を守れ！逆襲の蒼き炎!!)"                                                   | 19/04/2018     | 9/10/2018 Cartoon Network  |
| 1021      | SM–71     | "Capturando a Vitória! Dewpider Captura Suiren!!" "Shizukumo, daze! (シズクモ、スイレンゲットだぜ！)" | 26/04/2018     | 10/10/2018 Cartoon Network |
| 1022      | SM–72     | "Adoçando o que é Azedo! Panela-tan-tan! Queime com Paixão, a Família de Mao!!" "Panpakapan! Moeyo mao famiri!! (パンパカパーン！燃えよマオファミリー!!)"                                                | 26/04/2018     | 11/10/2018 Cartoon Network |
| 1023      | SM–73     | "Porque não me dá uma Pulseira Z! Peregrinação na Ilha da Equipe Rocket?! Pegue o Z-Ring?!" "Rokettodan no shima meguri!? Z ringu o getto seyo!! (ロケット団の島めぐり！？Zリングをゲットせよ!!)"        | 3/05/2018      | 15/10/2018 Cartoon Network |
| 1024      | SM–74     | "Prova para os Melhores! Este Velho Desagradável é o Rei da Ilha?!" "Cho waru oyaji wa shima kingu!? (ちょーワルおやじはしまキング!?)"                                                                   | 10/05/2018     | 16/10/2018 Cartoon Network |
| 1025      | SM–75     | "Um Pouco de Preguiça! Tapu Bulu! O Intenso Treinamento Preguiçoso!!" "Kapu-Bulul! Gu tara mō tokkun!! (カプ・ブルル！ぐーたらモー特訓!!)"                                                               | 17/05/2018     | 17/10/2018 Cartoon Network |
| 1026      | SM–76     | "Uma Batalha Adiada! Super Showdown! Pikachu VS Mimikyu!!" "Sūpā kessen! Pikachū VS Mimikkyu!! (カプ・ブルル！ぐーたらモー特訓!!)"                                                                       | 24/05/2018     | 18/10/2018 Cartoon Network |
| 1027      | SM–77     | "Guiando o Autocontrole! O Grande Desafio De Kuchinashi! O Despertar De Lycanroc!!" "Kuchinashi no dai shiren! Lugarugan kakusei!! (クチナシの大試練！ルガルガン覚醒！！)"                               | 31/05/2018     | 2/01/2019 Cartoon Network  |
| 1028      | SM–78     | "Girando e Brilhando! O Confronto Das Ultra Beasts! A Grande Operação Estrondosa!!" "Gekitotsu urutorabīsuto! Dondonbachibachi dai sakusen!! (激激突ウルトラビースト！ドンドンバチバチ大作戦！！)"       | 7/06/2018      | 3/01/2019 Cartoon Network  |
| 1029      | SM–79     | "Enchendo o Mundo de Amor! Minior E Poipole, Uma Promessa Que Desapareceu No Estrelado!" "Minior and Poipole, the Promise that Disappeared into the Starry Sky! (メテノとベベノム、星空に消えた約束！)"  | 14/06/2018     | 7/01/2019 Cartoon Network  |
| 1030      | SM–80     | "Uma Aventura Cavernosa! A Tempestade De Areia! Uma Batalha Em Dupla Na Caverna Congelada!!" "Sandshrew's Storm! Ice Cave Double Battle!! (サンドの嵐！氷穴のダブルバトル！！)"                          | 28/06/2018     | 8/01/2019 Cartoon Network  |
| 1031      | SM–81     | "Uma Nova Chama Real! Alola's Young Fire! The Birth of Royal Satoshi!!" "Arora no wakaki hono! Roiyaru Satoshi tanjo!! (アローラの若き炎！ロイヤルサトシ誕生！！)"                                       | 5/07/2018      | 9/01/2019 Cartoon Network  |
| 1032      | SM–82     | "A Dança da Evolução! Dance Dance in Evolution?" "Dansu dansu de shinka sen ka? (ダンスダンスで進化せんか？)"                                                                                            | 19/07/2018     | 10/01/2019 Cartoon Network |
| 1033      | SM–83     | "Olha, Encolhi as Crianças! Satoshi, Becomes Small" "Satoshi, chīsaku naru (サトシ、ちいさくなる)" | 26/07/2018     | 14/01/2019 Cartoon Network |
| 1034      | SM–84     | "Um Mistério Artístico! The Shape Of Love To Come !" "Kazoku no katachi, bebenomu no kimochi! (家族のカタチ、ベベノムのキモチ！)"                                                                        | 2/08/2018      | 15/01/2019 Cartoon Network |
| 1035      | SM–85     | "O Longo Salto de Volta Para Casa! Leap and Climb, Tundetunde!" "Toned no botte, Tundetunde! (トンデノボッテ、ツンデツンデ！)"                                                                           | 9/08/2018      | 16/01/2019 Cartoon Network |
| 1036      | SM–86     | "Eu Escolho o Paraíso! I Choose Here! Pokémon Hot Spring Paradise!!" "Koko ni kimeta! Pokemon yukemuri paradaisu!! (ココにきめた！ポケモン湯けむりパラダイス！！)"                                       | 16/08/2018     | 17/01/2019 Cartoon Network |
| 1037      | SM–87     | "Enchendo a Luz Com Escuridão! Alola's Crisis! The Darkness that Eats Radiance!!" "Arōra no kiki! Kagayaki o kurau yami!! (アローラの危機！かがやきを喰らう闇！！)"                                      | 23/08/2018     | 21/01/2019 Cartoon Network |
| 1038      | SM–88     | "A Escuridão Envolvente! Lunala VS UB:BLACK! A Full Moon Battle!!" "Runaāra tai UB: Burakku! Mangetsu no tatakai!! (ルナアーラ対UB:BLACK！満月の戦い！！)"                                               | 30/08/2018     | 22/01/2019 Cartoon Network |
| 1039      | SM–89     | "O Prisma Entre a Luz e a Escuridão! Prism of Light and Darkness, Its Name is Necrozma!!" "Hikari to yami no purizumu, sononaha nekurozuma!! (光と闇のプリズム、その名はネクロズマ！！)"                 | 6/09/2018      | 12/02/2019 Cartoon Network |
| 1040      | SM–90     | "Protegendo o Futuro! Connect to the Future! The Legend of the Radiant One!" "Mirai e tsunage! Kagayaki-sama no densetsu!! (未来へつなげ！かがやきさまの伝説！！)"                                       | 13/09/2018     | 13/02/2019 Cartoon Network |
| 1041      | SM–91     | "Um Montão de Pikachu! It's a Pikachu Outbreak! The Pikachu Valley!!" "Tairyō hassei-chū! Pikachū nota ni! ! (大量発生チュウ！ピカチュウのたに！！)"                                                     | 7/10/2018      | 14/02/2019 Cartoon Network |
| 1042      | SM–92     | "Um Encontro Real! Kukui's Desperate Situation! Another Royal Mask!!" "Kukui zettaizetsumei! Mōhitori no roiyarumasuku! ! (ククイ絶体絶命！もう一人のロイヤルマスク！！)"                                | 14/10/2018     | 2019 Cartoon Network       |